# 伯维莱尔 (默尔特-摩泽尔省)
伯维莱尔（法語：Beuvillers）是法国默尔特-摩泽尔省的一个市镇，位于该省北部，属于布里埃区。该市镇总面积5.95平方公里，2009年时的人口为337人。

## 人口
伯维莱尔人口变化图示